# Condylidium
Condylidium, rod glavočika iz podtribusa Ayapaninae opisan 1972. godine. 

## Opis
Rod Condylidium uključuje 2 zeljaste vrste, jednu ograničenu na Kolumbiju, a drugu široko rasprostranjenu u Srednjoj Americi, Karibima i sjevernoj Južnoj Americi. Rod se razlikuje po preklapajučim ovojnim braktejama, u kombinaciji s dlakavim, proširenim stilom baze i papusom brojnih čekinja.

## Vrste
1. Condylidium cuatrecasasii R.M.King & H.Rob.; kolumbijski endem
2. Condylidium iresinoides (Kunth) R.M.King & H.Rob.

## Sinonimi
Nema.